# Hans Küng
Hans Küng   (Sursee, 19 de març de 1928 - Tübingen, 6 d'abril de 2021) fou un teòleg suís eminent i autor prolífic. Des de 1995 va ser president de la Fundació per a una Ètica Global (Stiftung Weltethos). Era sacerdot catòlic, però el Vaticà li va rescindir l'autorització per a ensenyar teologia catòlica.

## Biografia
Küng va estudiar teologia i filosofia a la Universitat Gregoriana Pontifícia de Roma i fou ordenat el 1954. Llavors va continuar la seva educació en diverses universitats europees, com la Sorbona de París. La seva tesi doctoral va ser Justification. La doctrine de Karl Barth et une réflexion catholique.
L'any 1960 Küng va ser nomenat professor de teologia de la Universitat de Karls Eberhard, a Tübingen, Alemanya. Igual que al seu col·lega Joseph Ratzinger (el papa Benet XVI), el 1962 el papa Joan XXIII el va nomenar peritus i serví com a conseller teològic expert als membres del Concili Vaticà II fins a la seva conclusió el 1965. A suggeriment de Küng, la facultat catòlica de Tübingen va nomenar Ratzinger professor de dogmàtica. No obstant això, a causa del fet que Ratzinger es va moure en una línia més conservadora com a reacció contra les revoltes estudiantils de 1968, la cooperació entre tots dos va acabar.
A la fi dels anys 60, Küng es va convertir en el principal teòleg catòlic després del vell cisma de l'Església catòlica de final del segle xix per a rebutjar la doctrina de la infal·libilitat papal, detallada en el seu llibre Infal·lible? Una investigació (1971). Per tant, el 18 de desembre de 1979 van anul·lar-li la llicència d'ensenyar com a teòleg catòlic però continuà l'ensenyament en el seu càrrec com a professor de teologia ecumènica a la Universitat de Tübingen fins al seu retir (Emeritierung) el 1996. Va seguir sent un crític persistent de l'autoritat papal, que assegurava que és artificial (i així reversible), més que instituïda per Déu. No l'excomunicaren i seguí sent sacerdot catòlic.
A principi dels anys 90 Küng va iniciar un projecte anomenat Weltethos (ètica global), temptativa de descriure el que tenen les religions del món en comú i el que les separa, i en el disseny d'un codi de regles mínim del comportament que cadascú pot acceptar. La seva visió de l'ètica global va ser incorporada al document per al qual va fer l'esbós inicial, Cap a l'ètica global: una declaració inicial. Aquesta declaració va ser signada en el Parlament Mundial de les Religions del 1993 per molts religiosos i líders espirituals del món. L'últim projecte de Küng culminà en el Diàleg entre civilitzacions de l'ONU, que designà Küng com una de les "persones eminents". Tot i que es va acabar poc després dels atacs terroristes de l'11 de setembre (el novembre de 2001), no va haver-n'hi cobertura en els mitjans de comunicació dels Estats Units, fet del qual es va queixar Küng.
D'acord amb les seves conferències Studium Generale a la Universitat de Tübingen, a la seva última publicació Der Anfang aller Dinge (El principi de totes les coses) discuteix la relació entre la ciència i la religió. En una anàlisi que travessa de la física del quàntum a la neurologia també comenta l'actual polèmica creacionista als Estats Units contra la teoria de l'evolució, qualificant-la d'"ingènua i de poques llums".
El 26 de setembre del 2005 va tenir una discussió amistosa sobre teologia catòlica en un sopar amb el papa Benet XVI, que sorprengué alguns observadors.